# Giovanni IV Crispo
Giovanni IV Crispo (zm. 1564) – wenecki władca Księstwa Naksos w latach 1517-1564. 

## Życiorys
Był synem Francesco III Crispo. Jego następcą był jego syn Giacomo IV Crispo. 